# Syndrome de Hurler
Le syndrome de Hurler, maladie génétique (aussi connue sous le nom de maladie de Hurler, maladie de Hurler-Scheie ou maladie de Scheie), est une maladie de type mucopolysaccharidoses (MPS). Il s'agit de la mucopolysaccharidose de type 1 (MPS I).

Les mucopolysaccharidoses sont des maladies lysosomales.
L'incidence de ce syndrome est de 1⁄100000 naissances et il touche autant les personnes de sexe masculin que féminin.

## Présentation clinique
À la naissance, l'enfant ne présente pas de caractéristiques différentes des autres enfants mais c’est au cours de la première année de développement qu'apparaissent certaines particularités faciales. La tête devient plus large et on observe un front proéminent. L'hypotélorisme (distance anormalement rapprochée des yeux) est évident. Le nez est plus large de même que la langue. Les lèvres sont étroites et les dents petites et irrégulières. Une protubérance apparaît progressivement sur le dos. La stature reste un peu courte. Les mains sont plutôt larges, affichant une brachydactylie (brièveté d'un ou de plusieurs doigts) et une camptodactylie (flexion irrégulière d'un ou de plusieurs doigts). La pilosité devient abondante et drue. L'extension des articulations est limitée. De plus, le développement intellectuel se détériore graduellement et la déficience intellectuelle devient sévère.
D'importants troubles de la vision et de l'audition apparaissent au cours des premières années ainsi que, fréquemment, des problèmes cardiaques. De plus, un important élargissement de la rate et du foie entraîne un abdomen saillant, souvent associé à une hernie ombilicale.

## Causes
Cette maladie est en rapport avec une mutation du gène IUAD (en) 252800 situé sur le chromosome 4 codant l'alpha-L-iduronidase entrainant un défaut de l'assimilation de l'acide mucopolysaccharique.
De transmission autosomique récessive, ce syndrome peut être diagnostiqué avant la naissance par l'amniocentèse si les parents ont déjà un enfant atteint de cette pathologie.

## Traitement
Aucun traitement actuel ne guérit de la maladie de Hurler, mais des traitements offrent une meilleure qualité de vie.
Cette maladie bénéficie d’un traitement par enzymothérapie substitutive par alpha-L-iduronidase depuis avril 2003, cependant, son efficacité est limitée par la formation d'auto-corps.
Les patients peuvent dans certains cas bénéficier de greffe de moelle osseuse et de greffe du fibroblastes, avec des résultats pouvant être imparfaits. Le traitement immunosuppresseurs nécessaire comporte des risques. 
Une thérapie génique est en cours de test consistant en une greffe de moelle autologue où un gène normal IUAD a été introduit, avec des résultats qui sont bons à deux ans.
Des traitements symptomatiques sont proposés.

## Pronostic
L'espérance de vie se situe habituellement autour de la seconde décennie de vie.
Deux types de traitements existent :
- le traitement par greffe de moelle osseuse ou de sang de cordon,
- le traitement dit de substitution, qui consiste à apporter directement par voie veineuse l'enzyme (la laronidase qui est une forme recombinante de l'alpha-L-iduronidase humaine) manquant dans l'organisme. Ces perfusions doivent se faire très régulièrement de façon hebdomadaire.
Cependant l'enzyme recombinante ne passe pas la barrière cérébrale. Ainsi même si la greffe de sang de cordon est un traitement lourd celui-ci permet de préserver l'évolution cognitive de l'enfant greffé.